# 单调收敛定理
在数学中，有许多定理称为单调收敛定理（英語：Monotone convergence theorem）；这里我们介绍一些主要的例子。

## 单调实数序列的收敛性

### 定理
如果ak是一个单调的实数序列（例如ak ≤ ak+1），则这个序列具有极限（如果我们把正无穷大和负无穷大也算作极限的话）。当且仅当序列是有界的，这个极限是有限的。

### 证明
我们证明如果递增序列{\displaystyle \langle a_{n}\rangle }有上界，则它是收敛的，且它的极限为{\displaystyle \sup _{n}\{a_{n}\}}。
由于{\displaystyle \{a_{n}\}}非空且有上界，因此根据实数的最小上界公理，{\displaystyle c=\sup _{n}\{a_{n}\}}存在，且是有限的。现在，对于每一个{\displaystyle \varepsilon >0}，都存在一个{\displaystyle a_{N}}，使得{\displaystyle a_{N}>c-\varepsilon }，否则{\displaystyle c-\varepsilon }是{\displaystyle \{a_{n}\}}的一个上界，这与{\displaystyle c}为最小上界{\displaystyle \sup _{n}\{a_{n}\}}的事实矛盾。于是，由于{\displaystyle \langle a_{n}\rangle }是递增的，对于所有的n > N，都有{\displaystyle |c-a_{n}|=c-a_{n}\leq c-a_{N}<\varepsilon }，因此根据定义，{\displaystyle \langle a_{n}\rangle }的极限为{\displaystyle \sup _{n}\{a_{n}\}}。证毕。
类似地，如果一个实数序列是递减且有下界，则它的最大下界就是它的极限。

## 单调级数的收敛性

### 定理
如果对于所有的自然数j和k，aj,k都是非负实数，且aj,k ≤ aj+1,k，则（参见第168页）：
{\displaystyle \lim _{j\to \infty }\sum _{k}a_{j,k}=\sum _{k}\lim _{j\to \infty }a_{j,k}}

## 勒贝格单调收敛定理
这个定理是前一个定理的推广，也许就是最重要的单调收敛定理。

### 定理
设( X, A, {\displaystyle \mu } )为一个测度空间。若序列 {\displaystyle f_{1},f_{2},\ldots } 為定義域是
{\displaystyle X}，對應域是 {\displaystyle [0,\infty )} 的 {\displaystyle \mu }-可测单调递增函数序列。也就是说 {\displaystyle \forall x\in X,\,k\in \mathbb {N} }，有
{\displaystyle 0\leq f_{k}(x)\leq f_{k+1}(x)}。
接着，设序列 {\displaystyle \{f_{n}\}} 的逐点极限为 {\displaystyle f}。也就是说 {\displaystyle \forall x\in X,}
{\displaystyle f(x):=\lim _{k\to \infty }f_{k}(x)}。
則 {\displaystyle f} 會是 {\displaystyle \mu }-可测函數，且：
{\displaystyle \lim _{k\to \infty }\int _{X}f_{k}\,d\mu =\int _{X}f\,d\mu }。（参见第21.38节）
注意其積分值不一定是有限值，也就是左右兩邊可能都是無限大。

### 证明
我们首先证明f是{\displaystyle \mu }-可测函数。为此，只需证明区间[0,t]在f下的原像是X上的σ代数A的一个元素。设I为{\displaystyle [0,\infty ]}的一个子区间。那么：
{\displaystyle f^{-1}(I)=\{x\in X|f(x)\in I\}}。
另一方面，由于[0,t]是闭区间，因此：
{\displaystyle f(x)\in I\Leftrightarrow f_{k}(x)\in I,~\forall k\in \mathbb {N} }。
所以：
{\displaystyle \{x\in X|f(x)\in I\}=\bigcap _{k\in \mathbb {N} }\{x\in X|f_{k}(x)\in I\}}。
注意可数交集中的每一个集合都是A的一个元素，这是因为它是一个波莱尔子集在{\displaystyle \mu }-可测函数{\displaystyle f_{k}}下的原像。由于根据定义，σ代数在可数交集下封闭，因此这便证明了f是{\displaystyle \mu }-可测的。需要注意的是，一般来说，任何可测函数的最小上界也是可测的。
现在我们证明单调收敛定理的余下的部分。f是{\displaystyle \mu }-可测的事实，意味着表达式{\displaystyle \int fd\mu }是定义良好的。
我们从证明{\displaystyle \int fd\mu \geq \lim _{k}\int f_{k}d\mu }开始。
根据勒贝格积分的定义，
{\displaystyle \int fd\mu =sup\{\int gd\mu |g\in SF,g\leq f\}}，
其中SF是X上的{\displaystyle \mu }-可测简单函数的交集。由于在每一个{\displaystyle x\in X}，都有{\displaystyle f_{k}(x)\leq f(x)}，我们便有：
{\displaystyle \left\{\int gd\mu |g\in SF,g\leq f_{k}\right\}\subseteq \left\{\int gd\mu |g\in SF,g\leq f\right\}.}
因此，由于一个子集的最小上界不能大于整个集合的最小上界，我们便有：{\displaystyle \int fd\mu \geq \lim _{k}\int f_{k}d\mu .}
右面的极限存在，因为序列是单调的。
我们现在证明另一个方向的不等式（也可从法图引理推出），也就是说，我们来证明：
{\displaystyle \int fd\mu \leq \lim _{k}\int f_{k}d\mu .}
从积分的定义可以推出，存在一个非负简单函数的非递減序列gn，它几乎处处逐点收敛于f，且：
{\displaystyle \lim _{k}\int g_{k}d\mu =\int fd\mu .}
只需证明对于每一个{\displaystyle k\in \mathbb {N} }，都有：
{\displaystyle \int g_{k}d\mu \leq \lim _{j}\int f_{j}d\mu }
这是因为如果这对每一个k都成立，那么等式左端的极限也将小于或等于等式右端。
我们证明如果gk是简单函数，且
{\displaystyle \lim _{j}f_{j}(x)\geq g_{k}(x)}
几乎处处，则：
{\displaystyle \lim _{j}\int f_{j}d\mu \geq \int g_{k}d\mu .}
由于积分是线性的，我们可以把函数{\displaystyle g_{k}}分拆成它的常数部分，化为{\displaystyle g_{k}}是σ代数A的一个元素B的指示函数的情况。在这种情况下，我们假设{\displaystyle f_{j}}是一个可测函数的序列，它在B的每一个点的最小上界都大于或等于一。 
为了证明这个结果，固定{\displaystyle \epsilon >0}，并定义可测集合的序列：
{\displaystyle B_{n}=\{x\in B:f_{n}(x)\geq 1-\epsilon \}.}
根据积分的单调性，可以推出对于任何的{\displaystyle n\in \mathbb {N} }，都有：
{\displaystyle \mu (B_{n})(1-\epsilon )=\int (1-\epsilon )1_{B_{n}}d\mu \leq \int f_{n}d\mu }
根据{\displaystyle \lim _{j}f_{j}(x)\geq g_{k}(x)}的假设，对于足够大的n，任何B内的x都将位于{\displaystyle B_{n}}内，因此：
{\displaystyle \bigcup _{n}B_{n}=B}。
所以，我们有：
{\displaystyle \int g_{k}d\mu =\int 1_{B}d\mu =\mu (B)=\mu (\bigcup _{n}B_{n}).}
利用测度的单调性，可得：
{\displaystyle \mu (\bigcup _{n}B_{n})=\lim _{n}\mu (B_{n})\leq \lim _{n}(1-\epsilon )^{-1}\int f_{n}d\mu }
取{\displaystyle k\rightarrow \infty }，并利用这对任何正数{\displaystyle \epsilon }都正确的事实，定理便得证。